# 巴尔曼螯虾
巴爾曼螯蝦又名巴爾曼龍蝦（學名：Ibacus peronii；英語：Balmain bug、butterfly fan lobster）是團扇蝦屬下的一種生物，實際上不是真的螯蝦，而且比較親近龍蝦，生活在澳大利亞周邊的淺海中。巴爾曼螯蝦身體扁平、呈紅褐色，長達23（9.1英寸），寬10—14（3.9—5.5英寸），重80—200克（2.8—7.1盎司），無鰲。形似東方扁蝦，不過二者眼睛位置不一樣，巴爾曼螯蝦的眼睛距離很近，而東方鰲蝦的眼睛則為頭部甲殼兩邊。